# Elégance
Elégance GmbH & Co. KG ist ein weltweit tätiges Spezialversandhandelsunternehmen mit dem Sitz in Düsseldorf. Ein eigenes Design-Team kreiert Prêt-à-porter-Kollektionen für Damen, die jede Saison in Katalogen, im Internet, Franchise-Shops und Shop-in-Shop-Konzepten präsentiert werden.

## Geschichte
- 1938 wurde das Unternehmen von den Gebrüdern Offergelt in Aachen als Tuchgeschäft gegründet.
- 1950 erfolgte der Neuanfang nach dem Zweiten Weltkrieg. Mit drei Mitarbeitern schaffte es den Direktverkauf hochwertiger Stoffe an Ateliers.
- 1954 wurde die erste Tochtergesellschaft in Frankreich gegründet.
- 1955: Gründung der Tochtergesellschaft in Österreich
- 1960: Gründung der Tochtergesellschaft in der Schweiz
- 1969: Premiere der Prêt-à-Porter-Kollektion und Veröffentlichung des ersten Mode-Kataloges
- 1971: erstmaliger Vertrieb der Prêt-à-Porter-Kollektion in Japan
- 1973: Gründung der Tochtergesellschaft in Belgien
- 1980: Beginn des Lizenzgeschäftes in Asien
- 1989: eingegliedert im Arcandor-Konzern
- 1992: Gründung der Tochtergesellschaft in England; Elégance-Shops werden in Berlin, London und in weiteren europäischen Städten eröffnet.
- 1995: Gründung des Flagship-Store in Paris
- 2001: Elégance eröffnete seinen Online-Shop im Internet.
- 2004: Beginn und Ausbau des Lizenzgeschäftes in Europa
- 2007: umfassender Relaunch des Elégance Online-Shops
- 2009: Weltweit ist Elégance mit Franchise und Shop-in-Shop-Partnern in 25 Ländern vertreten. Insgesamt gibt es über 77 Elégance-Shops weltweit.[1]
- 2010: Verkauf an die Carlyle Group[2]
- 2012: Umzug des Unternehmens nach Düsseldorf in das Sky Office

Am 15. August 2014 wurde bekannt, dass das Unternehmen Insolvenzantrag beim Amtsgericht Düsseldorf gestellt hat.
Anfang November 2014 wurde durch das Amtsgericht Düsseldorf das Insolvenzverfahren gegen die Elégance GmbH sowie die Elégance Service GmbH eröffnet.
Anfang Februar 2015 wurde Elégance vom Immobilienspezialist TKN übernommen und in die neue Gesellschaft Elégance GmbH & Co. KG überführt.